# Barrage Falcon
Barrage Falcon ( espagnol : Presa Falcón ) est un barrage situé sur le Rio Grande entre le comté de Starr dans l'État américain du Texas, et la ville de Nueva Ciudad Guerrero (en), dans l'État de Tamaulipas. Le barrage a été construit à des fins de conservation de l'eau, d'irrigation, de production d'énergie hydroélectrique, de contrôle des inondations, ainsi qu'à des fins récréatives, et enfin comme poste-frontière international (en) entre les comtés de Zapata, Starr et Tamaulipas. La construction du barrage a commencé en décembre 1950 et s'est terminée en avril 1954, mais il a été inauguré par le président mexicain Adolfo Ruiz Cortines et le président américain Dwight D. Eisenhower en octobre 1953,.

## Construction
Le barrage Falcon a été autorisé par le Traité relatif à l'utilisation des eaux des rivières Colorado et Tijuana et du Rio Grande (en), ou Traité sur l'eau, de 1944, entre le Mexique et les États-Unis. La construction du barrage commença le 15 décembre 1950 et le réservoir commença à se remplir le 25 août 1953. Le barrage fut inauguré le 19 octobre 1953 et les travaux officiellement achevés le 8 avril 1954. En octobre 1954, la centrale hydroélectrique du barrage commença à produire de l'électricité. 

## Caractéristiques

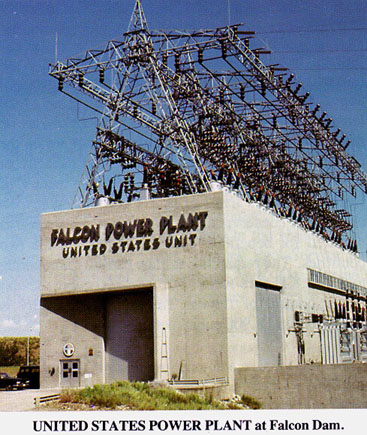
La centrale électrique américaine

Le barrage Falcon mesure 46 m de haut et 8 m de large. Il s'agit d'un barrage en remblai. Le barrage est composé de 9 633 000 m3 de remblai, 216 000 m3 de béton et 9 300 t d'armatures en acier renforcé . Le centre du barrage est surmonté d'un déversoir long de 400 m, avec des largeurs allant de 107 m en haut à 183 m en bas. 
Le déversoir est contrôlé par six portes de 15 × 15 m à roues fixes, et peut libérer jusqu'à 12,9 m3 s−1 en aval. 
Le barrage Falcon alimente en eau deux centrales hydroélectriques différentes, une du côté mexicain et une autre du côté américain. Chaque centrale électrique contient 3 turbogénérateurs Francis de 10,5 MW, pour un total combiné de 63 MW. Chaque centrale reçoit également l'eau du réservoir via 4 conduites forcées de 4 m diamètre. Les deux conduites forcées supplémentaires sont destinées à un générateur supplémentaire si nécessaire.
Le barrage Falcon a créé le Lac Falcon (en), avec un volume de 3,26 × 109 m3 et une surface de 354 km2.

## Poste frontière
Le barrage constitue un poste-frontière entre les États-Unis et le Mexique. Il s'agit essentiellement d'un remplacement de l'ancien poste de Zapata, situé sur un pont de la ville de Zapata, au Texas. Une fois le barrage achevé, la ville a été déplacée vers un terrain situé à une altitude plus élevée, et le pont Zapata se trouve désormais au fond du lac Falcon.

## Menaces
En juin 2010, les autorités américaines ont révélé que le cartel de la drogue de Los Zetas avait prévu de détruire le barrage Falcon pour terroriser son rival, le cartel du Golfe, qui contrôle trafic de drogue dans la région. De petites quantités de dynamite découvertes à proximité du barrage et une copie d'un avertissement ont permis d'alerter les autorités. Une présence plus importante des forces de sécurité américaines et mexicaines dans la région aurait pu contrecarrer l'attaque. Los Zetas auraient prévenu les civils du côté mexicain de la frontière.